# Алвін Саншеш
Алвін Антоніу Саншеш (порт. Alvyn Antonio Sanches; нар. 12 лютого 2003) — швейцарський футболіст, півзахисник клубу «Лозанна» і збірної Швейцарії.

## Клубна кар'єра
Виступав за юнацьку команду «Лозанна Бенфіка», звідки 2012 року приєднався до академії «Лозанни». 13 листопада 2020 року підписав з клубом свій перший професіональний контракт. 15 травня 2021 року дебютував в основному складі «Лозанни» в матчі швейцарської Суперліги проти «Санкт-Галлена».
3 квітня 2022 року в поєдинку Суперліги проти «Серветта» забив свій перший гол у професіональній кар'єрі. В сезоні 2021–22 провів 19 матчів, відзначившись одним м'ячем, а «Лозанна» понизилась в класі, вибувши до Челендж-ліги.
20 грудня 2022 року продовжив контракт з «Лозанною» до літа 2026 року. За підсумками сезону 2022–23 допоміг команді вийти до еліти.
9 листопада 2024 року матч Суперліги проти «Вінтертура» став ювілейним, 100-им, в складі «Лозанни».

## Кар'єра в збірній
Виступав за збірні Швейцарії до 20 і до 21 року.
12 березня 2025 року вперше викликаний до збірної Швейцарії головним тренером Муратом Якіном для участі в товариських матчах проти збірних Північної Ірландії та Люксембургу. 21 березня в поєдинку з Північною Ірландією дебютував за збірну Швейцарії, вийшовши на заміну Дану Ндоє.

## Особисте життя
Народився у Франції, але зростав у Швейцарії; має швейцарське та португальське громадянства.

## Статистика виступів

### Клубна статистика
Станом на 15 березня 2025
| Клуб              | Сезон             | Чемпіонат         | Чемпіонат | Чемпіонат | Кубок | Кубок | Єврокубки | Єврокубки | Інші  | Інші | Всього | Всього |
| Клуб              | Сезон             | Дивізіон          | Матчі     | Голи      | Матчі | Голи  | Матчі     | Голи      | Матчі | Голи | Матчі  | Голи   |
| ----------------- | ----------------- | ----------------- | --------- | --------- | ----- | ----- | --------- | --------- | ----- | ---- | ------ | ------ |
| Лозанна           | 2020–21           | Суперліга         | 2         | 0         | 0     | 0     | —         | —         | —     | —    | 2      | 0      |
| Лозанна           | 2021–22           | Суперліга         | 19        | 1         | 0     | 0     | —         | —         | —     | —    | 19     | 1      |
| Лозанна           | 2022–23           | Челендж-ліга      | 33        | 7         | 3     | 0     | —         | —         | —     | —    | 36     | 7      |
| Лозанна           | 2023–24           | Суперліга         | 25        | 5         | 2     | 1     | —         | —         | —     | —    | 27     | 6      |
| Лозанна           | 2024–25           | Суперліга         | 28        | 12        | 4     | 3     | —         | —         | —     | —    | 32     | 15     |
| Всього за кар'єру | Всього за кар'єру | Всього за кар'єру | 107       | 25        | 9     | 4     | 0         | 0         | 0     | 0    | 116    | 29     |

### Міжнародна статистика
Станом на 21 березня 2025 
| Збірна            | Сезон             | Товариські | Товариські | Офіційні | Офіційні | Всього | Всього |
| Збірна            | Сезон             | Матчі      | Голи       | Матчі    | Голи     | Матчі  | Голи   |
| ----------------- | ----------------- | ---------- | ---------- | -------- | -------- | ------ | ------ |
| Швейцарія         |                   |            |            |          |          |        |        |
| 2025              | 1                 | 0          | 0          | 0        | 1        | 0      |        |
| Всього за кар'єру | Всього за кар'єру | 1          | 0          | 0        | 0        | 1      | 0      |

### Матчі за збірну
Станом на 21 березня 2025 
| Матчі Алвіна Саншеша за збірну Швейцарії | Матчі Алвіна Саншеша за збірну Швейцарії | Матчі Алвіна Саншеша за збірну Швейцарії | Матчі Алвіна Саншеша за збірну Швейцарії | Матчі Алвіна Саншеша за збірну Швейцарії | Матчі Алвіна Саншеша за збірну Швейцарії | Матчі Алвіна Саншеша за збірну Швейцарії | Матчі Алвіна Саншеша за збірну Швейцарії |
| №                                        | Дата                                     | Суперник                                 | Рахунок                                  | Голи                                     | Картки                                   | Хвилини                                  | Змагання                                 |
| ---------------------------------------- | ---------------------------------------- | ---------------------------------------- | ---------------------------------------- | ---------------------------------------- | ---------------------------------------- | ---------------------------------------- | ---------------------------------------- |
| 1                                        | 21 березня 2025                          | Північна Ірландія                        | 1–1                                      |                                          |                                          | 22'                                      | Товариський матч                         |

Всього: 1 матч / 0 голів; 0 перемог, 1 нічия, 0 поразок.